# 에코 디자인

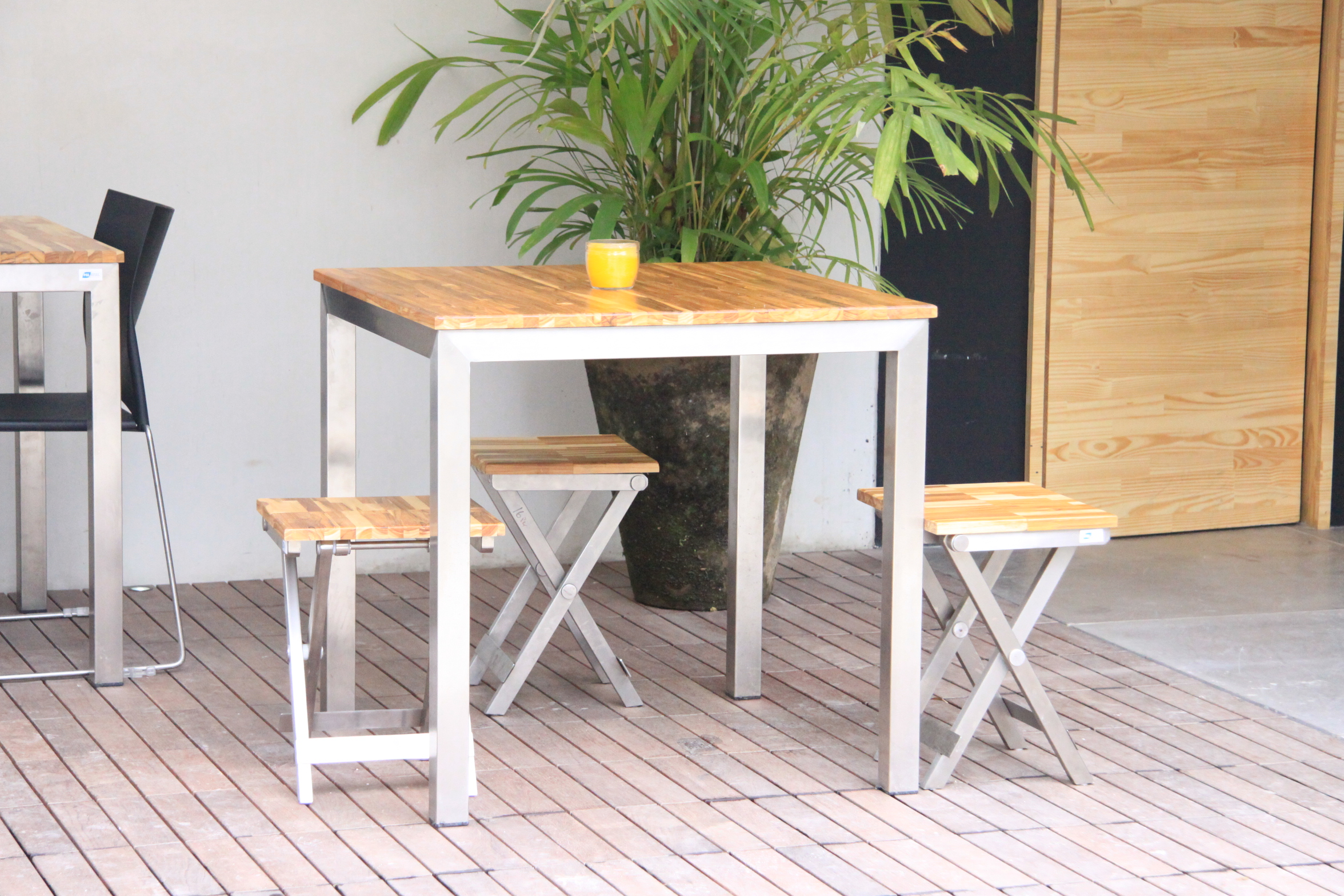
스테인리스강 테이블과 FSC 테카 우드 - 브라질 에코 디자인

생태학적 디자인(ecological design) 또는 에코 디자인(eco-design)은 제품의 전체 수명 주기에 걸쳐 환경적 영향에 특별한 고려를 기울이는 제품 및 서비스 디자인 접근법이다. 심 반 데르 린과 스튜어트 코완은 이를 "살아있는 과정과 통합하여 환경적으로 파괴적인 영향을 최소화하는 모든 형태의 디자인"으로 정의한다. 생태학적 디자인은 또한 제품의 수명 주기 전반에 걸쳐 환경 영향을 줄이기 위해 디자인 및 개발에 환경적 고려 사항을 통합하는 과정으로 정의될 수 있다.
이 아이디어는 녹색 건축, 지속농업, 생태공학, 생태 복원 등에서 환경 문제를 해결하기 위한 분산된 노력을 연결하는 데 도움이 된다. 이 용어는 심 반 데르 린과 스튜어트 코완이 1996년에 처음 사용했다. 생태학적 디자인은 원래 디자인 프로세스에 환경적 요소를 "추가하는" 개념으로 시작되었지만, 나중에는 제품 시스템 또는 개별 제품이나 산업 전체와 같은 에코 디자인 실천의 세부 사항으로 전환되었다. 수명 주기 모델링 기법이 포함되면서 생태학적 디자인은 새로운 학제간 주제인 산업 생태학과 관련되었다.

## 개요
제품의 전체 수명 주기를 통합적인 관점에서 보아야 하므로, 발전된 제품 디자인, 생산, 마케팅, 구매 및 프로젝트 관리 분야의 대표자들은 함께 새로운 제품 또는 더욱 발전된 제품의 에코 디자인에 협력해야 한다. 이들은 제품 변경 및 환경 영향의 전체적인 효과를 예측할 수 있는 최상의 기회를 갖는다. 제품 개발 과정에서 생태학적 디자인을 고려하는 것은 제품 폐기물로 인한 환경 오염을 제거하기 위한 사전 예방적 접근 방식이다.
에코 디자인 제품은 전체 과정에서 제로 웨이스트를 보장하는 요람에서 요람까지(cradle-to-cradle)의 수명 주기를 가질 수 있다. 자연의 생명 주기를 모방함으로써 에코 디자인은 진정한 순환 경제를 달성하기 위한 개념으로 작용할 수 있다.
수명 주기의 각 단계에서 분석될 수 있는 환경적 측면은 다음과 같다.
- 자원 소비 (에너지, 재료, 물 또는 토지 면적)
- 환경 및 인간 건강에 관련되는 공기, 물, 지면(지구)으로의 배출, 소음 배출 포함

폐기물(유해 폐기물 및 환경 법규에 정의된 기타 폐기물)은 단지 중간 단계이며 환경으로의 최종 배출(예: 매립지에서의 메탄 및 침출수)이 목록화된다. 수명 주기 단계에서 사용되는 모든 소모품, 재료 및 부품이 고려되며, 생산과 관련된 모든 간접적인 환경 측면도 고려된다.
수명 주기의 단계별 환경적 측면은 환경 영향의 정도, 개선 가능성 또는 변화 가능성과 같은 여러 매개변수를 기반으로 환경 영향에 따라 평가된다.
이 순위에 따라 권장 변경 사항이 실행되고 일정 시간 후에 검토된다.
디자인과 디자인 과정의 영향이 진화함에 따라 디자이너들은 자신들의 책임에 대해 더 많이 인식하게 되었다. 사회학적, 심리학적 또는 생태학적 환경과 무관한 제품 디자인은 현대 사회에서 더 이상 가능하거나 용납될 수 없다.
이러한 개념들과 관련하여, 디자이너와 최종 고객 사이의 모든 불필요한 유통 단계를 제거하는 추가적인 지속 가능한 목적을 가진 에코 디자인 제품만을 다루는 온라인 플랫폼들이 등장하고 있다.
생태학적 디자인의 또 다른 영역은 도시 생태학을 염두에 두고 디자인하는 것으로, 보전 생물학과 유사하지만 디자이너들은 조경, 건물 또는 야생 동물과의 상호 작용에 영향을 미치는 모든 것을 디자인할 때 자연 세계를 고려한다. 건축의 한 예로는 녹색 지붕과 사무실이 있는데, 이는 자연이 인공 환경과 상호 작용할 수 있는 공간이자 인간이 이러한 디자인 기술로부터 혜택을 받는 공간이다. 또 다른 영역은 자연 정원과 자연 경관을 만드는 조경 건축인데, 이는 도시 중심지에서 자연 야생 동물이 번성할 수 있도록 한다.
다기능성은 생산과 사용 모두에서 소비를 증가시키므로, 일련의 비디자인(undesign) 접근 방식을 통해 제품을 생태학적으로 의도적으로 만들 수도 있다. 비디자인의 핵심 형태는 자기 억제, 배제, 제거, 대체, 복원, 보호를 포함한다. 이 지속 가능성 전략은 지구의 장기적인 이익을 강조하며 생태 복원 및 기술적 마음챙김과 관련이 있다. 비디자인의 한 예는 자발적으로 디지털 미디어 사용을 제한하는 것을 의미하는 디지털 디톡스이다. "비사용", "플러그 뽑기", "디지털 단절"과 같은 용어는 일부 현재 생산성 애플리케이션의 전략적 특징에 포함된다. 애플리케이션 디자이너는 화면 시간을 제한하고 스마트폰 방해 요소를 줄여 사용자를 디지털 인터페이스에서 효과적으로 멀리 떨어뜨려 에너지 소비를 줄인다.

## 생태학적 디자인 문제 및 디자이너의 역할

### 생태학적 디자인의 부상과 개념화
산업 혁명 이후, 디자인 분야는 지속 불가능한 관행을 적용한다는 비판을 받아왔다. 건축가이자 디자이너인 빅토르 파파네크 (1923–1998)는 산업 디자인이 새로운 종류의 영구적인 쓰레기를 만들고 공기를 오염시키는 재료와 공정을 선택함으로써 살인을 저질렀다고 주장했다. 파파네크는 디자이너-기획자가 우리 제품과 도구의 거의 모든 부분, 따라서 우리 환경적 실수의 거의 모든 부분에 대한 책임을 공유한다고 말한다. 이러한 문제를 해결하기 위해, R. 버크민스터 풀러 (1895–1983)는 디자인이 주요 세계 문제를 식별하고 해결하는 데 어떻게 중심적인 역할을 할 수 있는지 보여주었다. 풀러는 지구의 유한한 에너지 자원과 천연 자원에 대해 우려했고, 기계 도구를 산업 생산의 효율적인 시스템에 통합하는 방법을 고민했다. 그는 "더 적은 것으로 더 많은 것을 하는" 그리고 기술 효율성을 높이는 것을 위해 자신이 만든 용어인 "일시적화"의 원칙을 장려했다. 이 개념은 지속 가능성을 향해 나아가는 생태학적 디자인의 핵심이다. 1986년, 디자인 이론가 클라이브 딜넛은 디자인이 단순히 제품을 만드는 수단을 넘어 다시 한번 세상을 정돈하는 수단이 되어야 한다고 주장했다.
20세기에 환경 인식이 증가했음에도 불구하고, 지속 불가능한 디자인 관행은 계속되었다. 1992년 컨퍼런스 "아젠다 21: 지구 정상 회의, 우리 행성을 구하기 위한 전략"은 세계가 지속될 수 없는 에너지 생산과 에너지 소비의 길을 걷고 있다는 제안을 내놓았다. 이 보고서는 디자인을 포함한 사회의 많은 측면에서 변화 전략을 개발하기 위한 일련의 원칙을 가진 전 세계의 개인과 그룹에 주의를 기울였다. 더 넓게는, 이 컨퍼런스는 디자이너들이 인간의 문제를 해결해야 한다고 강조했다. 이러한 문제에는 삶의 질, 천연 자원의 효율적인 사용, 글로벌 공유재 보호, 인간 정착지 관리, 화학 물질 사용 및 인간 산업 폐기물 관리, 그리고 전 세계적인 규모에서 지속 가능한 경제 성장을 육성하는 여섯 가지 항목이 포함되었다.
서구 사회가 생태학적 디자인 원칙을 최근에야 받아들였지만, 토착민들은 오랫동안 환경과 공존해왔다. 학자들은 더욱 지속 가능한 사회로 나아가기 위해 토착민과 문화로부터 배우고 그들의 중요성을 인정하는 것이 중요하다고 논의해왔다. 토착 지식은 생태학적 디자인뿐만 아니라 복원 생태학과 같은 다른 생태학적 영역에서도 가치 있다.

### 지속 가능한 개발 문제
이러한 디자인 개념은 지속 가능한 개발 개념과 연결된다. 지속 가능한 개발에서 다루는 세 가지 기둥은 생태적 완전성, 사회적 형평성, 경제적 안정성이다. 굴드와 루이스는 그들의 저서 『녹색 젠트리피케이션』에서 도시 재개발과 프로젝트들이 사회적 형평성이라는 기둥을 소홀히 하여 이윤에만 집중하고 사회적 불평등을 심화시키는 개발로 이어졌다고 주장한다. 이로 인한 한 가지 결과는 녹색 또는 환경 젠트리피케이션이다. 이 과정은 종종 지역을 정화하고 녹색 편의 시설을 제공하려는 선의의 결과이지만, 기존 거주자들이 증가된 부동산 가치와 새로운 부유한 거주자들의 유입으로 인해 강제로 쫓겨나지 않도록 보호 조치를 마련하지 않은 채 발생한다.
노숙자는 환경 젠트리피케이션에 특히 취약한 영향을 받는 인구 집단이다. 녹색 공간과 관련된 정부의 환경계획 의제는 친-환경윤리학의 구실 아래 노숙자들의 이주와 배제를 초래할 수 있다. 이러한 유형의 디자인의 한 예는 도시 공원의 적대적 건축이다. 사람이 벤치에 눕지 못하도록 금속 아치형 막대가 있는 벤치는 녹색 공간과 생태학적 디자인의 혜택을 받는 사람들을 제한한다.

## 전과정 분석

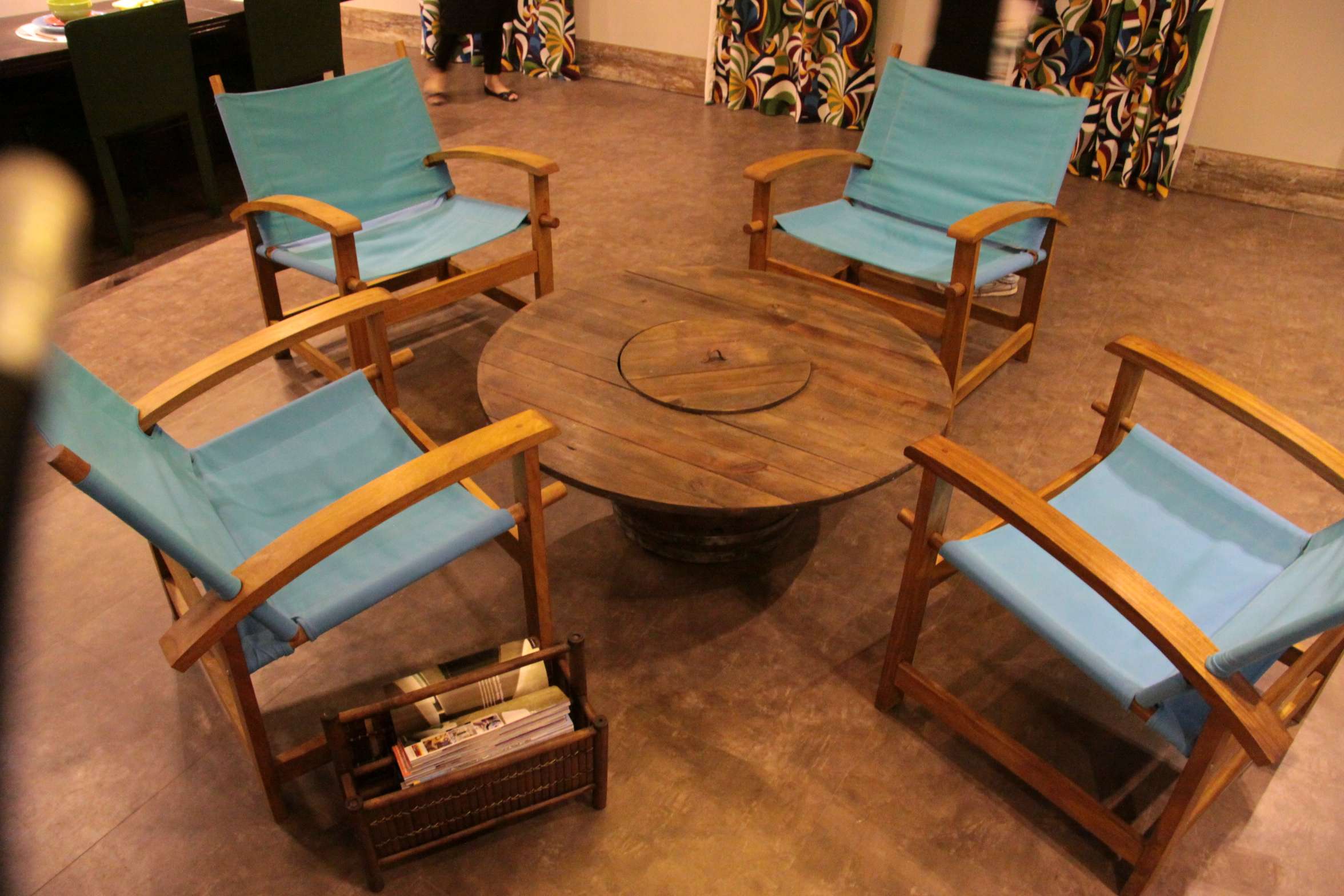
리우데자네이루의 인테리어 디자인 박람회에서 중앙 테이블로 재활용된 전선 릴. 재료의 재사용은 브라질의 디자이너들 사이에서 빠르게 성장하고 있는 지속 가능한 실천이다.

전과정 분석(LCA)은 원자재 투입부터 제품 수명 주기가 끝날 때까지 각 단계에서 제품이 환경에 미치는 영향을 이해하는 데 사용되는 도구이다. 전과정 비용(LCC)은 "재료, 절차, 사용, 수명 종료 및 운송 측면에서 제시될 각 수명 주기 단계의 최소 비용을 식별하는" 경제적 측정 지표이다. LCA와 LCC는 제품의 특정 환경 파괴적인 측면을 식별하고 그 영향을 줄이는 데 사용될 수 있다. 예를 들어, LCA는 제품 수명 주기의 제작 단계가 환경에 특히 해롭다는 것을 밝혀내고 다른 재료로 전환하면 배출량을 줄일 수 있음을 알릴 수 있다. 그러나 재료를 바꾸면 제품 수명 후반에 환경 영향이 증가할 수 있다. LCA는 제품의 전체 수명 주기를 고려하며 제품의 많은 영향에 대해 디자이너에게 경고할 수 있으므로 LCA가 중요하다.
LCA가 고려하는 요소 중 일부는 다음과 같은 비용과 배출량이다.
- 운송
- 재료
- 생산
- 사용
- 수명 종료

수명 종료 또는 폐기는 폐기물 관리가 전 세계적으로 문제이며, 바다에서부터 유기체 내부에 이르기까지 전 세계 어디에서나 쓰레기가 발견되기 때문에 LCA의 중요한 측면이다. 폐기물 처리장의 지속 가능성을 평가하기 위한 프레임워크인 EcoSWaD(Ecological Sustainability of Waste Disposal Sites)가 개발되었다. 이 모델은 (1) 위치 적합성, (2) 운영 지속 가능성, (3) 환경 지속 가능성, (4) 사회경제적 지속 가능성, (5) 부지 용량 지속 가능성이라는 다섯 가지 주요 관심사에 초점을 맞춘다. 이 프레임워크는 2021년에 개발되었으며, 따라서 대부분의 기존 폐기물 처리장은 이러한 요소를 고려하지 않는다. 덤프 및 소각로와 같은 폐기물 시설은 저학력 및 저소득 지역에 불균형적으로 배치되어, 이러한 취약 계층에게 오염 및 유해 물질 노출의 부담을 지운다. 예를 들어, 세렐 보고서(Cerrell Report)와 같은 미국의 법률은 소각로 부지 선정에 이러한 유형의 계급주의적이고 인종차별적인 과정을 장려해왔다. 국제적으로는 오염 산업이 배출 규제가 적은 지역, 주로 개발도상국으로 이동하여 취약하고 빈곤한 인구를 환경 위협에 불균형적으로 노출시키는 글로벌 '바닥을 향한 경쟁'이 있어왔다. 이러한 요소들은 LCA와 지속 가능한 폐기물 처리장을 전 세계적인 규모에서 중요하게 만든다.

## 도시 생태 디자인
생태 도시주의와 관련하여, 도시 생태 디자인은 미학적, 사회적, 생태학적 관심사를 도시 디자인 프레임워크에 통합하여 생태적 기능을 증가시키고, 자원을 지속 가능하게 생성 및 소비하며, 탄력적인 구축 환경과 이를 유지하기 위한 인프라를 구축하고자 한다. 도시 생태 디자인은 본질적으로 학제간적이다: 환경학, 사회학, 정의 연구, 도시 생태학, 경관 생태학, 도시 계획, 건축, 조경 건축을 포함한 여러 학문 및 전문 분야를 통합한다. 도시 생태 디자인은 도시 지역의 성장, 기후변화, 생물다양성 감소를 포함한 여러 대규모 추세와 관련된 문제를 해결하는 것을 목표로 한다. 도시 생태 디자인은 디자인 원칙을 제시하는 규범적 접근 방식과 대비되는 "과정 모델"로 설명되었다. 도시 생태 디자인은 다양한 프레임워크와 접근 방식을 융합하여 도시 복원력, 자원의 지속 가능한 사용 및 관리, 그리고 도시 경관에 생태학적 과정을 통합함으로써 이러한 문제에 대한 해결책을 창출한다.

## 디자인에의 적용
지역 원자재를 사용하는 에코자재는 비용이 적게 들고 운송, 연료 소비 및 운송으로 발생하는 CO₂ 배출량과 관련된 환경 비용을 줄인다. 국제삼림관리협의회(FSC) 또는 범유럽 산림 인증 위원회(PEFCC)와 같은 기관의 인증을 받은 지속 가능하게 관리되는 산림 농장의 목재와 같은 인증된 친환경 건축 자재를 사용할 수 있다.
지속 가능한 물건과 건물에 여러 다른 유형의 부품과 재료를 사용할 수 있다. 재활용 가능하고 재활용된 재료는 건설에 일반적으로 사용되지만, 제조 과정이나 수명 주기가 끝난 후 폐기물을 발생시키지 않는 것이 중요하다. 건설 현장이나 고물상에서 회수된 목재와 같은 재생 재료는 새 건물에서 지지대나 가구로 재사용하여 제2의 삶을 얻을 수 있다. 발굴된 돌은 옹벽에 사용될 수 있다. 이러한 품목의 재사용은 새 제품을 만드는 데 에너지를 덜 소비하고 새로운 자연적인 미적 품질을 달성한다는 것을 의미한다.

### 건축

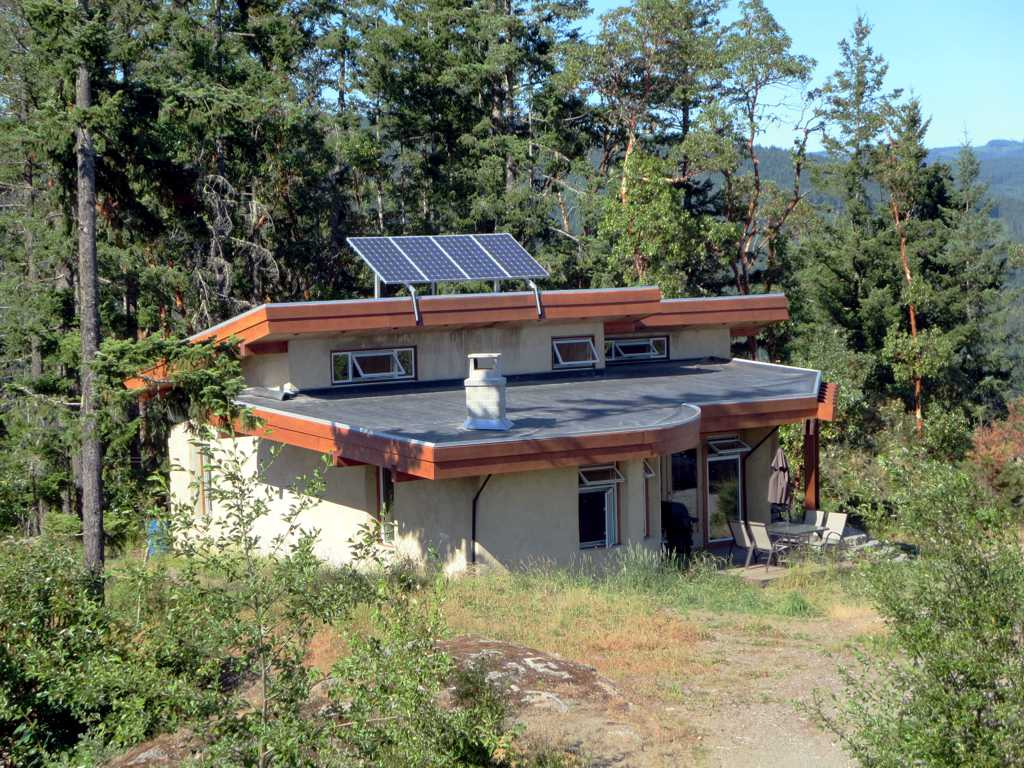
스톨츠 블러프 에코 리트리트: 캐나다 밴쿠버 섬의 오프그리드 주택

오프그리드 주택은 친환경 전력만을 사용한다. 이들은 기존 전력망에서 완전히 분리되어 있으며, 능동 또는 수동 에너지 시스템을 활용하여 전력을 공급받는다. 오프그리드 주택은 전기 외에도 물, 가스와 같은 공공 또는 사설 유틸리티 서비스도 받지 않는다.

### 예술
생태학적 디자인의 적용이 증가하면서 환경예술의 부상도 함께 이루어졌다. 재활용은 20세기 초, 큐비즘 예술가 파블로 피카소(1881–1973)와 조르주 브라크(1882–1963)가 신문, 포장재 및 기타 발견된 재료로 콜라주를 만들었을 때부터 예술에서 사용되었다. 현대 예술가들도 재료와 예술적 내용 모두에서 지속 가능성을 받아들였다. 재료 재사용을 포용하는 현대 예술가 중 한 명은 리버 큐브를 만든 밥 존슨이다. 존슨은 강에서 발견된 쓰레기와 조각으로 조각품을 만들며 "예술적인 쓰레기 관리"를 장려한다. 쓰레기는 수집된 다음, 그것이 나온 장소와 사람들을 상징하는 큐브로 압축된다.

### 의류
일부 의류 회사들은 섬유 산업의 미래를 더욱 친환경적으로 바꾸기 위해 여러 생태학적 디자인 방법을 사용하고 있다. 몇 가지 접근 방식으로는 원자재 사용을 최소화하기 위해 사용한 의류를 재활용하는 것, 환경에 미치는 지속적인 영향을 줄이기 위해 생분해성 섬유 재료를 사용하는 것, 직물의 외관과 영향을 개선하기 위해 유독성 화학 물질 대신 식물성 염료를 사용하는 것 등이 있다.

### 장식
같은 원리가 집 안에서도 적용될 수 있다. 발견된 물건들이 이제 자랑스럽게 전시되고, 집을 꾸미기 위해 특정 물건과 재료를 수집하는 것이 더 이상 경멸당하지 않고 존경받게 되었다. 예를 들어, 전선 릴이 중앙 테이블로 재활용된 경우를 보자.
서구 국가에서는 "녹색" 스타일로 집을 장식하려는 엄청난 수요가 있다. 재활용 제품 디자인과 자연스러운 외관을 만드는 데 많은 노력이 기울여진다. 이러한 이상은 개발도상국에서도 중요하게 여겨지지만, 그들은 재활용 및 자연 제품 사용이 종종 필요성에 기반을 두며 재료를 최대한 활용하려는 의도에서 비롯된다. 자기 규제와 개인 생활 방식 변화(장식뿐만 아니라 의류 및 기타 소비자 선택 포함)에 대한 강조는 사회적 책임의 문제를 정부와 기업에서 개인에게로 전가시켰다.
바이오필릭 디자인은 직접적인 자연, 간접적인 자연, 그리고 공간 및 장소 조건을 활용하여 건물 거주자의 자연 환경과의 연결성을 높이기 위해 건축 산업에서 사용되는 개념이다.

## 능동 시스템
이러한 시스템은 태양열, 풍력, 지열, 바이오매스, 수력 에너지와 같이 재생 가능하고 무궁무진한 에너지원으로부터 생성된 동력을 활용하는 원리를 사용한다.
태양 에너지 발전은 널리 알려지고 사용되는 재생 에너지원이다. 기술의 발전으로 태양 에너지는 다양한 응용 분야에서 사용될 수 있게 되었다. 두 가지 유형의 태양 전지판이 열을 전기로 변환한다. 태양열 전지판은 가스와 디젤 소비를 줄이거나 없애고, CO₂ 배출량을 줄인다. 태양광 전지판은 태양 복사열을 전류로 변환하여 모든 가전제품에 전력을 공급할 수 있다. 이는 더 복잡한 기술이며 일반적으로 태양열 전지판보다 제조 비용이 더 비싸다.
바이오매스는 강제적이거나 자발적인 생물학적 과정을 통해 생성된 유기 물질에서 만들어지는 에너지원이다.
지열 에너지는 땅에서 나오는 열을 활용하여 얻는다. 이 유형의 에너지는 주택을 난방하고 냉방하는 데 사용될 수 있다. 외부 에너지에 대한 의존도를 없애고 최소한의 폐기물을 발생시킨다. 또한 지하에 배치되어 눈에 띄지 않으므로 미적으로 더 보기 좋고 디자인에 통합하기 쉽다.
풍력 터빈은 즉각적인 기존 전력원이 없는 지역, 예를 들어 더 많은 전력이 필요한 학교 및 병원이 있는 농촌 지역에 유용한 응용 분야이다. 풍력 터빈은 가정에서 소비하는 에너지의 최대 30%를 제공할 수 있지만, 시설이 소비 장소에서 떨어진 최대 거리, 각 부동산에 필요한 허용 전력과 같은 규정 및 기술 사양의 적용을 받는다.
빗물을 여러 용도로 저장하는 빗물 탱크와 같은 물 재활용 시스템. 가정에서 생성되는 중수도를 재사용하는 것은 식수를 낭비하지 않는 유용한 방법이다.
수력은 낙하하거나 빠르게 흐르는 물을 사용하여 전기를 생산하거나 기계를 가동하는 것을 말한다. 수력은 직접적으로 이산화탄소나 기타 대기 오염 물질을 배출하지 않고 상대적으로 일정한 전력원을 제공하므로 화석 연료에 대한 매력적인 대안이다.

## 수동 시스템
수동 에너지 시스템을 통합한 건물(생물기후 건물)은 비기계적인 방법으로 난방되며, 이를 통해 자연 자원을 최적화한다.
수동적 채광은 건물 전체에 걸쳐 햇빛을 활용하고 사용하기 위한 건물의 배치와 위치를 포함한다. 태양의 광선을 사용하여 콘크리트와 같은 건축 자재에 열 질량을 저장하고 방에 충분한 열을 발생시킬 수 있다.
옥상녹화는 식물이나 다른 식생으로 부분적으로 또는 완전히 덮인 지붕이다. 옥상녹화는 건물의 온도를 조절하는 데 도움이 되는 단열재를 만들어 수동적인 시스템으로 작용한다. 또한 물을 보존하여 물 재활용 시스템을 제공하고 방음 효과도 제공한다.

## 역사
- 1971년 이만 맥하그는 그의 저서 『자연과 함께 디자인하기』에서 한 장소의 질적 특성을 완벽하게 이해하기 위해 부지의 층들을 분석하는 시스템을 대중화했다. 맥하그는 역사, 수문학, 지형학, 식생 등 부지의 모든 질적 측면에 층을 부여했다. 이 시스템은 오늘날 생태학적 조경 디자인의 실무에서 널리 사용되는 유비쿼터스 도구인 지리 정보 시스템(GIS)의 기초가 되었다.
- 1978년 퍼머컬처. 빌 모리슨과 데이비드 홀름그렌은 재생 가능한 인간 생태계를 설계하는 시스템을 위해 이 용어를 만들었다. (후쿠오카, 여먼, 스미스 등의 연구를 바탕으로 함)
- 1994년 데이비드 오르는 그의 저서 『지구의 마음: 교육, 환경, 그리고 인류의 미래』에서 "생태학적 디자인 지능"과 건강하고, 내구성이 있으며, 회복력 있고, 정의로우며, 번영하는 공동체를 만드는 능력에 대한 일련의 에세이를 모았다.
- 1994년 캐나다 생물학자 존 토드와 낸시 잭 토드는 그들의 저서 『에코시티에서 살아있는 기계로』에서 생태학적 디자인의 원칙을 설명했다.
- 2000년 에코사 연구소는 디자이너들에게 자연과 함께 디자인하는 방법을 가르치는 생태학적 디자인 자격증 프로그램을 제공하기 시작했다.
- 2004년 프리초프 카프라는 그의 저서 『숨겨진 연결: 지속 가능한 삶을 위한 과학』에서 생명 시스템 과학에 대한 이 입문서를 쓰고, 생명 과학자들이 사회 조직에 대한 우리의 이해에 새로운 사고를 적용하는 것을 다루었다.
- 2004년 K. 아우스벨은 『자연의 운영 지침』에서 세계에서 가장 혁신적인 생태학적 디자이너들의 개인적인 이야기를 모았다.

## 에코 디자인 연구
에코 디자인 연구는 주로 구현 장벽, 에코 디자인 도구 및 방법, 그리고 에코 디자인과 다른 연구 분야의 교차점에 초점을 맞춘다.
몇몇 리뷰 논문은 에코 디자인 연구의 진화와 현재 상태에 대한 개요를 제공한다:

## 같이 보기
- 바이오필릭 디자인
- 지속 가능성의 순환
- 생태 복원
- 에코 이노베이션
- 에너지 효율적인 조경
- 환경 디자인
- 환경 그래픽 디자인
- 유럽 에코 디자인 지침 2009/125/EC
- 그린 빌딩
- 옥상녹화
- 퍼머컬처
- 지능형 도시주의 원칙
- 지속 가능성
  - 지속 가능한 발전
  - 지속 가능한 디자인
  - 지속 가능한 조경 건축
- 테라폼 원

## 내용주
1. ↑  Van der Ryn S, Cowan S(1996). “Ecological Design”. Island Press, p.18
2. ↑  Martin Charter(2019). "Designing for the Circular Economy". Abingdon, p.21
3. ↑  “Lydia Kallipoliti: Histories of Ecological Design—An Unfinished Cyclopedia”. 《cooperedu》 (영어). 2025년 5월 12일에 확인함.
4. ↑  Anne-Marie Willis (1991), “An international Eco Design” conference
5. ↑  Iqbal, Muhammad Waqas; Kang, Yuncheol; Jeon, Hyun Woo (February 2020). 《Zero waste strategy for green supply chain management with minimization of energy consumption》. 《Journal of Cleaner Production》 (영어) 245. Bibcode:2020JCPro.24518827I. doi:10.1016/j.jclepro.2019.118827.
6. ↑  Victor Papanek (1972), "Design for the Real World: Human Ecological and Social CHange", Chicago: Academy Edition, p185.
7. ↑  Pataki, Diane E.; Santana, Carlos G.; Hinners, Sarah J.; Felson, Alexander J.; Engebretson, Jesse (2021). 《Ethical considerations of urban ecological design and planning experiments》. 《Plants, People, Planet》 (영어) 3. 737–746쪽. Bibcode:2021PlPP....3..737P. doi:10.1002/ppp3.10204. hdl:11343/275315. ISSN 2572-2611. S2CID 236267636.
8. ↑  Pierce, James (2012년 5월 5일). 〈Undesigning technology: Considering the negation of design by design〉. 《Proceedings of the SIGCHI Conference on Human Factors in Computing Systems》. CHI '12. New York, NY, USA: Association for Computing Machinery. 957–966쪽. doi:10.1145/2207676.2208540. ISBN 978-1-4503-1015-4.
9. ↑  You, Yukun; and Karlsen, Faltin (2024). 《Affordances of Digital Detox Applications: Exploring Gamification and Undesign as Design Principles》. 《International Journal of Human–Computer Interaction》 0. 1–12쪽. doi:10.1080/10447318.2024.2431364. hdl:10852/115023. ISSN 1044-7318.
10. ↑  Victor Papanek (1972), “Design for the Real World: Human Ecological and social change”, Chicago: Academy Edition, ix.
11. ↑  Papanek, Victor J. (1973). 《Design for the real world : human ecology and social change》. New York, Pantheon Books. 65쪽. ISBN 978-0-394-47036-8.
12. ↑  빅토르 마골린 (1997), “Design for a Sustainable World”, Design Issues, vol14, 2. pp. 85
13. ↑  Fuller, R. Buckminster (Richard Buckminster) (1963). 《Nine chains to the moon》. Carbondale, Southern Illinois Univ. Pr. 252–259쪽.
14. ↑  Dilnot, Clive (July 1982). 《Design as a socially significant activity: An introduction》. 《Design Studies》 (영어) 3. 139–146쪽. doi:10.1016/0142-694X(82)90006-0.
15. ↑  Margolin, Victor (1998). 《Design for a Sustainable World》. 《Design Issues》 14. 83–92쪽. doi:10.2307/1511853. JSTOR 1511853.
16. ↑  Burns, Heather L. (2015). 《Transformative sustainability pedagogy: Learning from ecological systems and indigenous wisdom》. 《Journal of Transformative Education》 13. 259–276쪽. doi:10.1177/1541344615584683. S2CID 146837158.
17. ↑  Robinson, Jake; Gellie, Nick; Danielle; Mills, Jacob; O'Donnell, Kim; Redvers, Nicole (2021년 3월 16일). 《Traditional ecological knowledge in restoration ecology: a call to listen deeply, to engage with, and respect Indigenous voices》. 《Restoration Ecology》 29. Bibcode:2021ResEc..2913381R. doi:10.1111/rec.13381. S2CID 233709809.
18. ↑  Gould, Kenneth A.; Lewis, Tammy L. (2017). 《Green Gentrification》. London: Routledge, Taylor & Francis Group. 115–150쪽. ISBN 9781138920163.
19. ↑  Dooling, Sarah (2009). 《Ecological gentrification: A research agenda exploring justice in the city》. 《International Journal of Urban and Regional Research》 33. 621–639쪽. doi:10.1111/j.1468-2427.2009.00860.x.
20. ↑  Wang, Lizhe; Bai, Jianbo; Wang, Hejin (February 2020). 《The Research on Eco-design and Eco-efficiency of Life Cycle Analysis》. 《IOP Conference Series: Earth and Environmental Science》 (영어) 440. 042042쪽. Bibcode:2020E&ES..440d2042W. doi:10.1088/1755-1315/440/4/042042. ISSN 1755-1315. S2CID 216490866.
21. ↑  Aryampa, Shamim; Maheshwari, Basant; Sabiiti, Elly N; Zamorano, Montserrat (2021년 5월 1일). 《A framework for assessing the Ecological Sustainability of Waste Disposal Sites (EcoSWaD)》. 《Waste Management》 126. 11–20쪽. Bibcode:2021WaMan.126...11A. doi:10.1016/j.wasman.2021.02.044. PMID 33730655. S2CID 232299084.
22. ↑  Perkins, Tracy (2022). 《Evolution of a Movement: Four Decades of California Environmental Justice Activism》. Oakland, California: University of California Press. 44–45쪽. ISBN 9780520376984.
23. ↑  Perkins, Tracy (2021년 1월 20일). 《The multiple people of color origins of the US environmental justice movement: social movement spillover and regional racial projects in California》. 《Environmental Sociology》 7. 147–159쪽. Bibcode:2021EnvSo...7..147P. doi:10.1080/23251042.2020.1848502. S2CID 233312021.
24. ↑  Rasli, Amran; Qureshi, Muhammad Imran; Isah-Chikaji, Aliyu; Zaman, Khalid; Ahmad, Mehboob (January 2018). 《New toxics, race to the bottom and revised environmental Kuznets curve: The case of local and global pollutants》. 《Renewable and Sustainable Energy Reviews》 81. 3120–3130쪽. Bibcode:2018RSERv..81.3120R. doi:10.1016/j.rser.2017.08.092. S2CID 158417495.
25. ↑  Wheeler, Stephen M. (October 2012). 《Urban Ecological Design: A Process for Regenerative Places by Danilo Palazzo and Frederick Steiner》. 《Journal of Regional Science》 (영어) 52. 719–720쪽. Bibcode:2012JRegS..52..719W. doi:10.1111/j.1467-9787.2012.00784_10.x.
26. ↑  Demos, T.J. (2009). 《The Politics of Sustainability: Art and Ecology》. 《Radical Nature》. 17–27쪽.
27. ↑  Godway, Eleanor M. (2011). 《Art as the Truth of Tomorrow: Expression and the Healing of the World》. 《International Journal of the Arts in Society》 5. 33–40쪽.
28. ↑  Taieb, Amine Hadj; Hammami, Manel; Msahli, Slah; Sakli, Faouzi (October 2010). 《Sensitising Children to Ecological Issues through Textile Eco-Design》. 《International Journal of Art & Design Education》 (영어) 29. 313–320쪽. doi:10.1111/j.1476-8070.2010.01648.x. ISSN 1476-8062.
29. 1 2  Lewis, Tania (April 2008). 《Transforming citizens? Green politics and ethical consumption on lifestyle television》. 《Continuum: Journal of Media & Cultural Studies》 22. 227–240쪽. doi:10.1080/10304310701864394. S2CID 144299069.
30. ↑  Schäfer, M.; Löwer, M. (2020년 12월 31일). 《Ecodesign—A Review of Reviews》. 《Sustainability》 13. 315쪽. Bibcode:2020Sust...13..315S. doi:10.3390/su13010315.
31. ↑  Baumann, H.; Boons, F.; Bragd, A. (October 2002). 《Mapping the green product development field: engineering, policy and business perspectives》. 《Journal of Cleaner Production》 10. 409–425쪽. Bibcode:2002JCPro..10..409B. doi:10.1016/S0959-6526(02)00015-X. S2CID 154313068. 2024년 1월 26일에 확인함.
32. ↑  Ceschin, F.; Gaziulusoy, I. (November 2016). 《Evolution of design for sustainability: From product design to design for system innovations and transitions》. 《Design Studies》 47. 118–163쪽. doi:10.1016/j.destud.2016.09.002. 2024년 1월 26일에 확인함.
33. ↑  Pigosso, D.C.; McAloone, T.C.; Rozenfeld, H. (2015). 《Characterization of the State-of-the-art and Identification of Main Trends for Ecodesign Tools and Methods: Classifying Three Decades of Research and Implementation》 (PDF). 《Journal of the Indian Institute of Science》 94. 405–427쪽. 2024년 1월 26일에 확인함.
34. ↑  Rossi, M.; Germani, M.; Zamagni, A. (2016년 8월 15일). 《Review of ecodesign methods and tools. Barriers and strategies for an effective implementation in industrial companies》. 《Journal of Cleaner Production》 129. 361–373쪽. Bibcode:2016JCPro.129..361R. doi:10.1016/j.jclepro.2016.04.051. 2024년 1월 26일에 확인함.
35. ↑  Thomé, A.M.T.; Scavarda, A.; Ceryno, P.S.; Remmen, A. (2016). 《Sustainable new product development: A longitudinal review》. 《Clean Technologies and Environmental Policy》 18. 2195–2208쪽. Bibcode:2016CTEP...18.2195T. doi:10.1007/s10098-016-1166-3. 2024년 1월 26일에 확인함.

## 참고 문헌
- Lacoste, R., Robiolle, M., Vital, X., (2011), "Ecodesign of electronic devices", DUNOD, France
- McAloone, T. C. & Bey, N. (2009), Environmental improvement through product development - a guide, Danish EPA, Copenhagen Denmark, ISBN 978-87-7052-950-1,  46 pages
- Lindahl, M.: Designer's utilization of DfE methods. Proceedings of the 1st International Workshop on "Sustainable Consumption", 2003. Tokyo, Japan, The Society of Non-Traditional Technology (SNTT) and Research Center for Life Cycle Assessment (AIST).
- Wimmer W., Züst R., Lee K.-M. (2004): Ecodesign Implementation – A Systematic Guidance on Integrating Environmental Considerations into Product Development, Dordrecht, Springer
- Charter, M./ Tischner, U. (2001): Sustainable Solutions. Developing Products and Services for the Future. Sheffield: Greenleaf
- ISO TC 207/WG3
- ISO TR 14062
- The Journal of Design History: Environmental conscious design and inverse manufacturing, 2005. Eco Design 2005, 4th International Symposium
- The Design Journal: Vol 13, Number 1, March 2010 - Design is the problem: The future of Design must be sustainable, N. Shedroff.
- "Eco Deco", S. Walton
- "Small ECO Houses - Living Green in Style", C. Paredes Benitez, A. Sanchez Vidiella

## 추가 자료
- From Bauhaus to Ecohouse: A History of Ecological Design. By Peder Anker, Published by Louisiana State University Press, 2010. ISBN 0-8071-3551-8.
- Ecological Design. By Sim Van der Ryn, Stuart Cowan, Published by Island Press, 2007. ISBN 978-1-59726-141-8 (2nd ed., 1st, 1996)
- Ignorance and Surprise: Science, Society, and Ecological Design. By 마티아스 그로스, Published by MIT Press, 2010. ISBN 0-262-01348-7